# Prunus patentipila
Prunus patentipila är en rosväxtart som beskrevs av Hand.-mazz.. Prunus patentipila ingår i släktet prunusar, och familjen rosväxter. Inga underarter finns listade i Catalogue of Life.